# 喬伊
《喬伊》（英語：Joey）是一部美國的情境喜劇，為《六人行》的衍生作品。片名取自《六人行》中的角色喬伊·崔比雅尼，主演是該角色在六人行中的飾演者麥特·勒布郎。於2004年9月9日開始在NBC播出。
本劇在第二季中途被NBC中斷，但於2006年3月7日在星期二晚上8點30分的新時段回歸。"Joey and the Snowball Fight"這一集於星期二晚上8點30分播出，然而在《美國偶像》的競爭下，收視率變得失色。其後由於在2006年5月的收視率不佳，NBC取消了本劇，也沒有播出剩下的集數。

## 演員
- 麥特·勒布郎 飾 喬伊·崔比雅尼
- 德烈娅·德马泰奥 飾 Gina Tribbiani
- 安德烈·安德斯（英语：Andrea Anders） 飾 Alexis "Alex" Garrett
- 保羅·卡斯坦佐 飾 Michael Tribbiani
- 珍妮佛·克莉姬 飾 Roberta "Bobbie" Morganstern
- Miguel A. Núñez Jr.（英语：Miguel A. Núñez Jr.） 飾 Zach Miller
- 本·法爾科內 飾 Howard

## 外部連結
- Joey（页面存档备份，存于） at Facebook
- 互联网电影数据库（IMDb）上《Joey》的资料（英文）